# Gamma Ray
Гама реј (енгл. Gamma Ray) је немачки пауер метал бенд. Основао га је Каи Хансен, по напуштању Хеловина.

## Биографија

### Шеперс-ера (1988-1994)
Гама реј је основао Каи Хансен као први соло пројекат по одласку из Хеловина. Први албум Heading for Tomorrow издат 1990. је постигао успехе у Немачкој и Јапану. Убрзо по завршетку снимања првог албума Гама реј су морали одложити своје концерте због одласка бубњара Матијаса Бурхарта на студије. Заменио га је Ули Куш, бивши бубњар Хеловина. Бенд је тада наступао у следећој постави: Ралф Шеперс вокал, Дирк Шлехтер гитара, Уве Весел бас, Ули Куш бубњеви и Каи Хансен гитара. Албум Sigh No More снимају исте године. Стил се доста разликовао од првог албума а текстови су депресивни зато што су рађени на тему рата у Заливу који се одвијао у то време. 1992. године бенд напушта ритам секција(одлазе Куш и Весел), а као замена су доведени Томас Нак и Јан Рубах, двојица младих музичара из немачког демо бенда Анестезија. 
Уз то, Гама реј почињу градити свој студио, тако да следећи албум почињу снимати тек 1993. Научивши се на властитим грешкама, будући да претходни албум није био добро прихваћен, албумом Insanity and Genius Гама реј се враћају на прави пауер метал(у оно доба познат и као "melodic speed metal"), а албум своју промоцију добија на "Melodic Metal Strikes Back" фестивалима. Одржана су четири концерта под тим називом, а снагу "мелодичног" метала представљају Гама реј, Хеликон, Рејџ и Консепшон. Цео наступ у Хамбургу се снима и Гама реј издају видео Lust For live, који је издат и на ЦД-у The Power of Metal који деле са осталим бендовима који су наступали на фестивалима.

### Хансен за микрофоном (1995-данас)
Уочи снимања новог албума, јављају се нови проблеми. Ралф Шеперс напушта бенд, јер је покушао конкурисати за упражњено место певача Џудас приста. Дужност првог вокала је преузео Каи Хансен. Због тих компликација, следећи албум је изашао 1995. под називом Land of the Free. Нису сви били одушевљени тим потезом, заплашени утисцима са првог албума Хеловина, на коме Каи није бриљирао. Након изласка албума све сумње су биле отклоњене и сви су се могли уверити у огроман и освежавајући напредак Хансеновог гласа. На албуму се појављује и Михаел Киске певајући у песми "Time To Break Free". Бенд ускоро одлази на велику европску турнеју, с које се враћају са материјалом за нови живи албум, Alive 95, који стиже у продавнице 1996. Убрзо из бенда одлазе Рубах и Нак, те стога у бенд долазе талентовани гитариста Хенјо Рихтер и бубњар Ден Цимерман. Снимање следећег албума, петог по реду, почиње у марту 1997. а у мају излази сингл Valley Of The Kingsна којем се налази и једна песма коју је Хансен написао за Ајрон сејвиор. Нови албум ускоро долази у продавнице под називом Somewhere Out in Space (првобитно назван Man, Martians & Machines). Албум је инспирисан филмом Одисеја 2001, и по многима се сматра најбољим албумом Гама реја до данас. То је био најбржи и најмелодичнији албум који су Гама реј направили до тада. 
1999. излази албум Powerplant. Албум је поново концептуалан, инспирисан свемиром и завршетком једног миленијума, а и симболично се завршава песмом "Armageddon". Овај пут за цртеж на омоту је био заслужан Дерек Ригс, који се прославио омотима које је радио за Ајрон мејден и њиховом маскотом "Едијем". 
Гама реј се 2000. одлучују за снимање "бест оф" албума. У званичном издању албум се састојао из два ЦД-а, од којих су већина били нови снимци старих песама, а назван је Blast From The Past.
2001. године издају албум No World Order! и настављају са серијом концептуалних албума - овај пут говоре о тајном реду "Илуминати", па убрзо након велике турнеје на којој су и први пут посетили САД и Канаду и издају живи албум Skeletons in the Closet. 2005. у продају је пуштен албум Majestic.
Последњи албум, Land of the Free II, је пуштен у продају 19. новембра 2007. По издавању албума, Гама реј су били "специјални гости" на турнеји Хеловина "Hellish Tour". Алесио Гори, клавијатуриста и певач бенда Флешбек ов енгер је свирао клавијатуре током турнеје.

## Састав

### Садашња постава
- Каи Хансен - вокал, гитара
- Хенјо Рихтер - гитара
- Дирк Шлехтер - бас
- Ден Цимерман - бубњеви

### Бивши чланови
- Уве Весел - бас
- Ралф Шеперс - вокал
- Јан Рубах - бас
- Матјиас Бурхарт - бубњеви
- Ули Куш - бубњеви
- Томас Нак - бубњеви

## Дискографија

### Албуми
- - (1990.)
- - (1991.)
- - (1993.)
- - (1995.)
- - (1996.)
- - (1997.)
- - (1999.)
- - (2000.)
- - (2001.)
- - (2003.)
- - (2005.)
- - (2007.)
- - (2010.)
- - (2014.)

### Синглови
- - (1990.)
- - (1990.)
- - (1993.)
- - (1995.)
- - (1995.)
- - (1997.)
- - (2001.)

### Компилације
- - (1991.)
- - (1994.)